# Aes rude
Aes rude — римська протомонета, нерегулярної форми, бронзовий зливок, часто необроблений. З технічної сторони неможливо сказати про ці зливки як монети. На них відсутній знак їх вартості, а також хто вводив їх в обіг. Найстаріші знахідки Aes rude на території сучасної Італії датовані 2000 — 3000 роками до нашої ери і дозволяють вказати на їхнє використання в часи бронзової доби також як засіб платежу.
Починаючи з бл. 280 до н. е. римляни почали стандартизувати свої засоби платежу. Спочатку з впровадженням Aes signatum — також бронзового зливка, але вже з маркуванням, та певною вартістю і пізніше першими монетами — Aes Grave, Aes rude було витіснено з обігу як засіб платежу.